# Full Diesel
Full Diesel je hard rock/metalová kapela z Finska. Vznikl v roce 2003 z pozůstatků dalších kapel s názvem Thing-In-Itself. Jejich písně "No Man's Land" a "King of Defeat" jsou ve hře FlatOut.

## Členové
- Ale Von Diesel - zpěv
- Tuomas Lustig - kytara
- Jesper Johnson - kytara
- Jamo Valtonen - basová kytara
- Antti Lustig - bicí

## Historie
Skupina byla založena v průběhu jara 2003 ve Finsku. Měla hodně fanoušků po celém světě. Rostoucí počet alb a příznivé kritiky ve finských časopisech a na mezinárodních internetových webech vyvolaly zájem i mezi těmi posluchači, kteří neměli možnost seznámit se s kapelou osobně. Mezi další pozitivní výsledky patřil EP (Full Diesel 2003). Vedl ke spolupráci s vývojáři hry Bugbear Entertainment, jehož světový úspěch FlatOut (více než 600.000 prodaných kopií). Její písně byly vysílány v několika rozhlasových pořadech a proudily v internetových rádiích. Všechny EP lze plně stáhnout na oficiálních stránkách.
Během několika let své existence uspořádali mnoho koncertů, hráli na různých typech akcí od malých klubů až na po velké hudební festivaly po celém Finsku, reakce fanoušků byla naprosto skvělá.
V současné době má kapela pauzu. Vlastně se už rozpadla. Není velká naděje, že se vrátí.

## Discografie
- Full Diesel, 2003
- Gun-Shy, 2005
- 187, 2006